# San Carlos de Bariloche

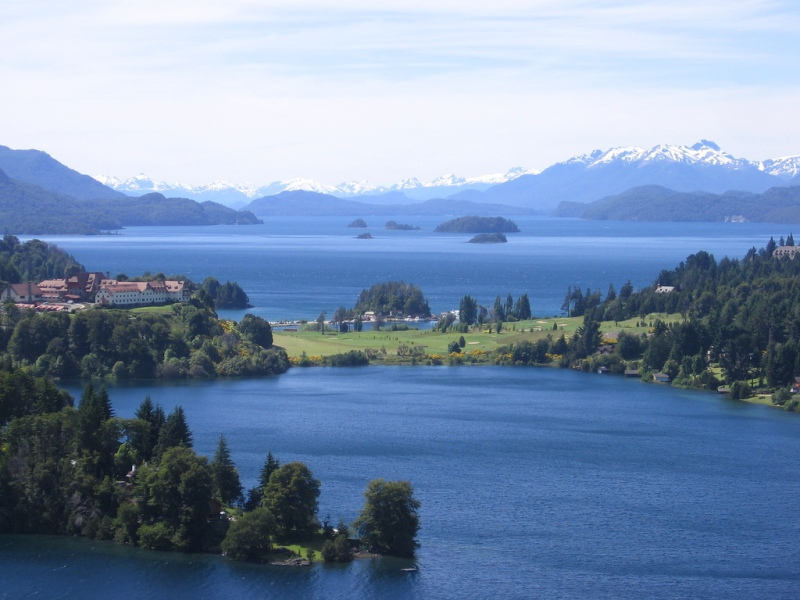
San Carlos de Bariloche

San Carlos de Bariloche sau Bariloche este un oraș din provincia Río Negro în Argentina. În 2010 avea o populație totală de 108.250 locuitori.

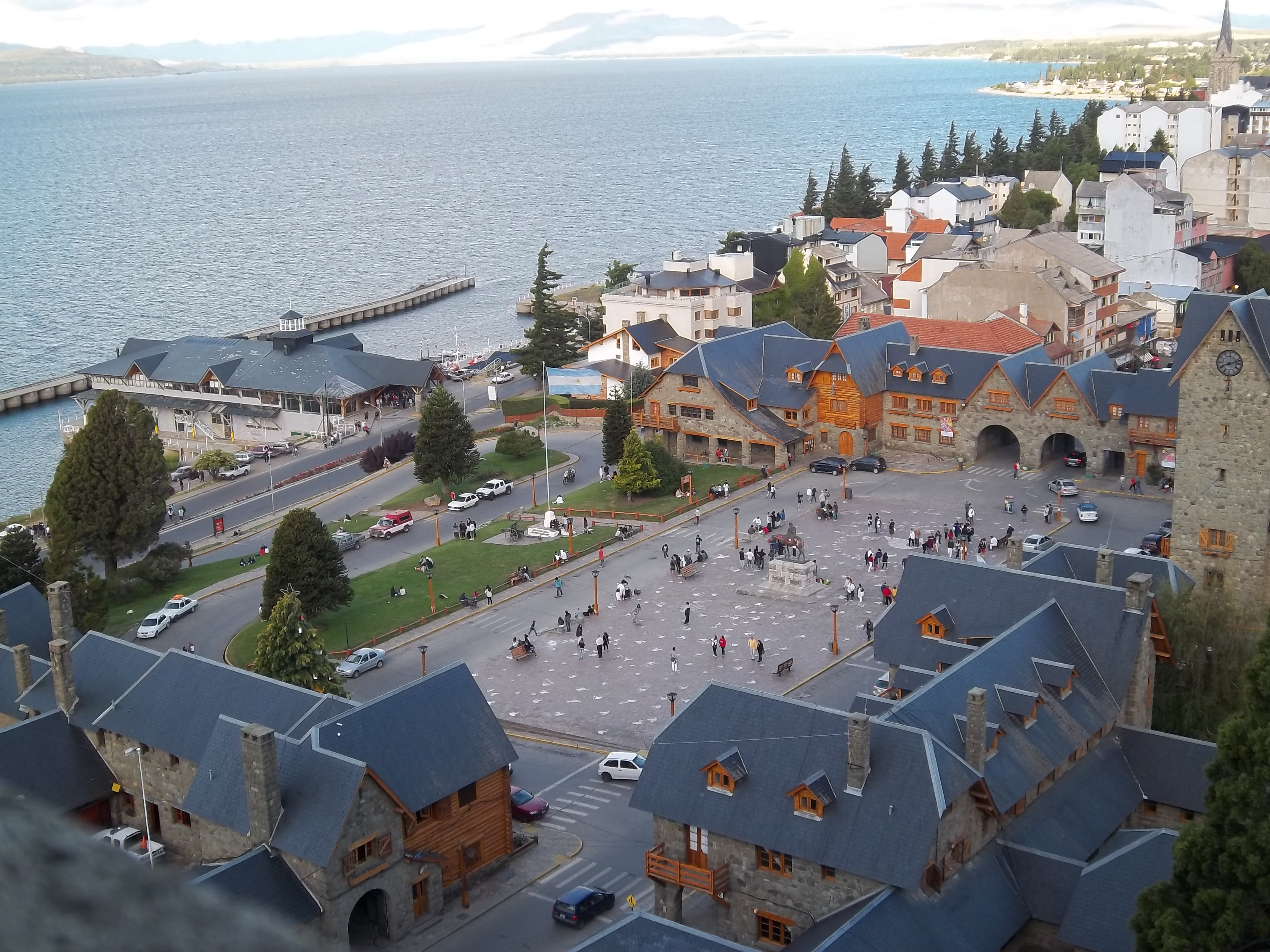
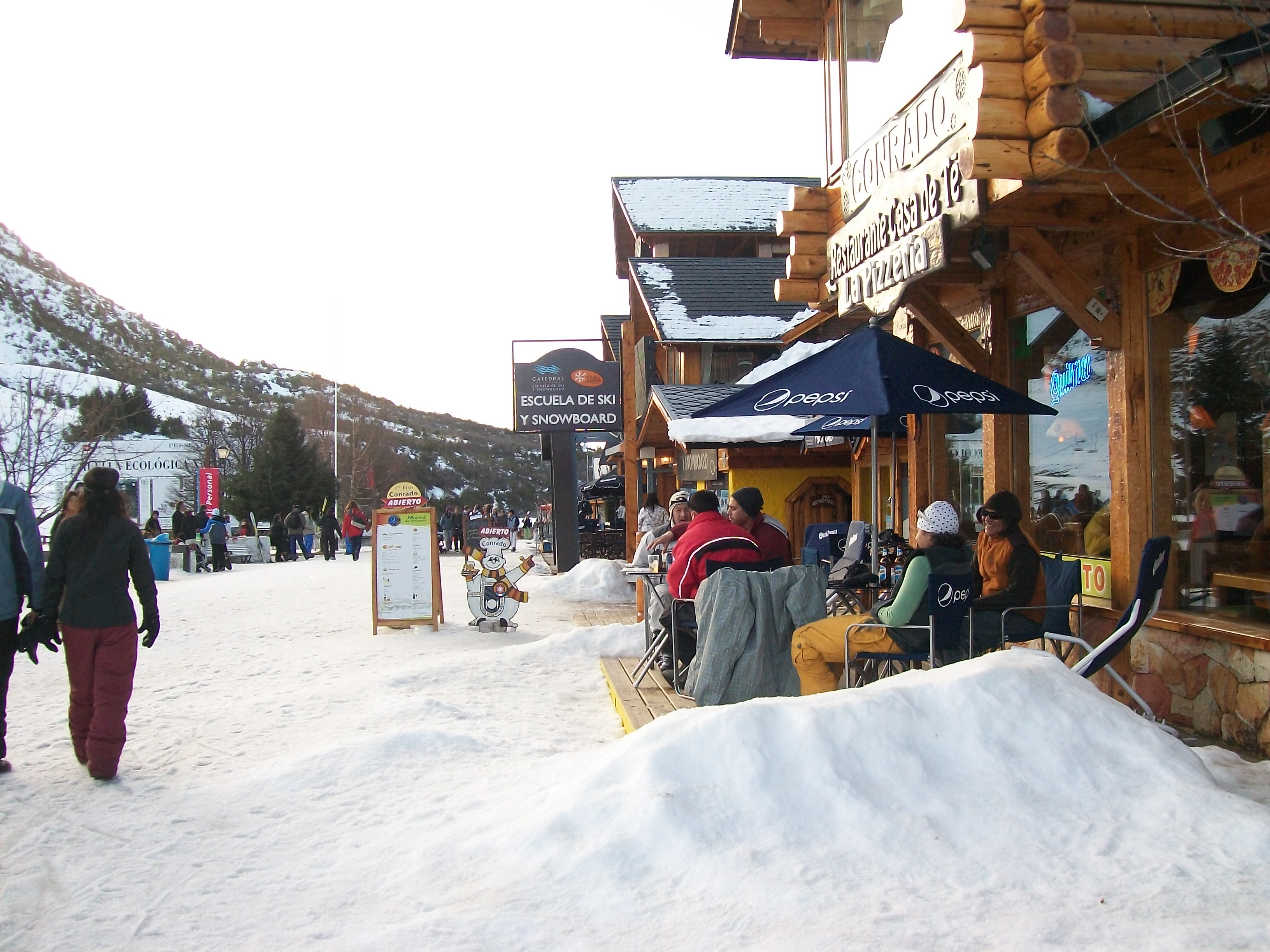